# 2014-es Formula–E Putrajaya nagydíj
A 2014-es Formula–E Putrajaya nagydíj vagy szponzorált nevén a 2014 FIA Formula E Ycapital Management Putrajaya ePrix egy a Formula–E elektromos autók világbajnokságához tartozó nagydíj volt 2014. november 22-én Malajziában. A futamot az utcai Putrajaya Street Circuit versenypályán rendezték. Ez volt a második bajnoki verseny az együléses, elektromos meghajtású autóverseny-sorozat első idényében. Az első rajthelyet Nicolas Prost szerezte meg, azonban 10-helyes rajtbüntetésének köszönhetően a futamot Oriol Servià kezdhette meg az élről. A futamot a brit Sam Bird a Vrgin Racing versenyzője nyerte.

## Időmérő
| Helyezés | Rajtszám | Versenyző              | Csapat          | Idő        | Különbség | Rajthely |
| -------- | -------- | ---------------------- | --------------- | ---------- | --------- | -------- |
| 1        | 8        | Nicolas Prost          | e.dams-Renault  | 1:21.779   |           | 11*      |
| 2        | 6        | Oriol Servià           | Dragon Racing   | 1:22.010   | +0.231    | 1        |
| 3        | 2        | Sam Bird               | Virgin Racing   | 1:22.235   | +0.456    | 2        |
| 4        | 66       | Daniel Abt             | Audi Sport ABT  | 1:22.342   | +0.563    | 3        |
| 5        | 10       | Jarno Trulli           | Trulli          | 1:22.347   | +0.568    | 4        |
| 6        | 5        | Karun Chandhok         | Mahindra Racing | 1:22.612   | +0.833    | 5        |
| 7        | 99       | Nelson Piquet, Jr.     | China Racing    | 1:22.620   | +0.841    | 6        |
| 8        | 23       | Nick Heidfeld          | Venturi         | 1:22.720   | +0.941    | 7        |
| 9        | 21       | Bruno Senna            | Mahindra Racing | 1:22.816   | +1.037    | 8        |
| 10       | 28       | Matthew Brabham        | Andretti        | 1:22.941   | +1.162    | 9        |
| 11       | 55       | Antonio Felix da Costa | Amlin Aguri     | 1:23.194   | +1.415    | 10       |
| 12       | 30       | Stéphane Sarrazin      | Venturi         | 1:23.240   | +1.461    | 12       |
| 13       | 27       | Franck Montagny        | Andretti        | 1:23.697   | +1.918    | 13       |
| 14       | 18       | Michela Cerruti        | Trulli          | 1:23.857   | +2.078    | 14       |
| 15       | 88       | Ho-Pin Tung            | China Racing    | 1:23.894   | +2.115    | 15       |
| 16       | 77       | Katherine Legge        | Amlin Aguri     | 1:25.823   | +4.044    | 16       |
| 17       | 3        | Jaime Alguersuari      | Virgin Racing   | Idő nélkül |           | 17       |
| 18       | 11       | Lucas di Grassi        | Audi Sport ABT  | Idő nélkül |           | 18       |
| 19       | 9        | Sébastien Buemi        | e.dams-Renault  | Idő nélkül |           | 19       |
| 20       | 7        | Jérôme d’Ambrosio      | Dragon Racing   | Idő nélkül |           | 20*      |

Jegyzetek:
- Nicolas Prost 10 rajthelyes büntetést kapott a pekingi nagydíjon Nick Heidfeld-del való ütközésért.[5]
- Jérôme d’Ambrosiót a 20. rajthelyre sorolták a túlzott energiafogyasztás miatt.[5]

## Futam
| Helyezés | Rajtszám | Versenyző              | Csapat          | Kör | Idő/Kiesés oka | Rajthely | Pont |
| -------- | -------- | ---------------------- | --------------- | --- | -------------- | -------- | ---- |
| 1        | 2        | Sam Bird               | Virgin Racing   | 31  | 51:11.979      | 2        | 25   |
| 2        | 11       | Lucas di Grassi        | Audi Sport ABT  | 31  | + 4.175        | 18       | 18   |
| 3        | 9        | Sébastien Buemi        | e.dams-Renault  | 31  | + 5.739        | 19       | 15   |
| 4        | 8        | Nicolas Prost          | e.dams-Renault  | 31  | + 9.552        | 11       | 15*  |
| 5        | 7        | Jérôme d’Ambrosio      | Dragon Racing   | 31  | + 13.722       | 20       | 10   |
| 6        | 5        | Karun Chandhok         | Mahindra Racing | 31  | + 17.158       | 5        | 8    |
| 7        | 6        | Oriol Servià           | Dragon Racing   | 31  | + 18.621       | 1        | 6    |
| 8        | 55       | António Félix da Costa | Amlin Aguri     | 31  | +19.926        | 10       | 4    |
| 9        | 3        | Jaime Alguersuari      | Virgin Racing   | 31  | +20.053        | 17       | 4*   |
| 10       | 66       | Daniel Abt             | Audi Sport ABT  | 31  | +45.663        | 3        | 1    |
| 11       | 88       | Ho-Pin Tung            | China Racing    | 31  | +55.833        | 15       |      |
| 12       | 30       | Stéphane Sarrazin      | Venturi         | 31  | +56.626        | 12       |      |
| 13       | 28       | Matthew Brabham        | Andretti        | 31  | +1:05.036      | 9        |      |
| 14       | 21       | Bruno Senna            | Mahindra Racing | 30  | Baleset        | 8        |      |
| 15       | 77       | Katherine Legge        | Amlin Aguri     | 28  | +3 kör         | 16       |      |
| 16       | 10       | Jarno Trulli           | Trulli          | 28  | +3 kör         | 4        |      |
| Ki       | 99       | Nelson Piquet, Jr.     | China Racing    | 22  | Baleset        | 7        |      |
| Ki       | 18       | Michela Cerruti        | Trulli          | 7   | Baleset        | 14       |      |
| Kiz      | 27       | Franck Montagny        | Andretti        | 30  | Kizárva*       | 13       |      |
| Kiz      | 23       | Nick Heidfeld          | Venturi         | 14  | Kizárva*       | 8        |      |

Jegyzetek:
- 3 pont a Pole-pozícióért.
- 2 pont a futamon futott leggyorsabb körért.
- Franck Montagny-t diszkvalifikálták a futam után a pozitív drogteszt következményeként.
- Nick Heidfeld-et a verseny után kizárták.[6]

## A bajnokság állása a futam után
Versenyzők
| Helyezés | Versenyző         | Pont |
| -------- | ----------------- | ---- |
| 1        | Lucas di Grassi   | 43   |
| 2        | Sam Bird          | 40   |
| 3        | Franck Montagny   | 18   |
| 4        | Nicolas Prost     | 18   |
| 5        | Jérôme d’Ambrosio | 18   |

Konstruktőrök
| Helyezés | Konstruktőr    | Pont |
| -------- | -------------- | ---- |
| 1        | Audi Sport ABT | 45   |
| 2        | Virgin Racing  | 44   |
| 3        | e.dams Renault | 33   |
| 4        | Andretti       | 30   |
| 5        | Dragon Racing  | 30   |

- Jegyzet: Csak az első 5 helyezett van feltüntetve mindkét táblázatban.